# Crédit du Congo
Le Crédit du Congo est une banque congolaise universelle appartenant au groupe Attijariwafa bank

## Histoire
Créé en avril 2002, le Crédit lyonnais Congo s’est rapidement imposé comme l’un des acteurs majeurs du secteur bancaire congolais.
En mars 2007, il prend la dénomination de Crédit du Congo, à la suite du rachat du Crédit lyonnais par le Crédit agricole.
En septembre 2009, la banque est rachetée par le groupe marocain Attijariwafa bank.

## Activités
Le Crédit du Congo est leader au Congo pour l’activité de transfert d’argent Western Union, avec 7 points de vente ; 4 à Brazzaville, 2 à Pointe-Noire et 1 à Pokola.